# Boarmia tessaramita
Boarmia tessaramita là một loài bướm đêm trong họ Geometridae.